# الوایرا هرمان
الوایرا هرمان (انگلیسی: Elvira Herman؛ زادهٔ ۹ ژانویهٔ ۱۹۹۷) دونده زن دو با مانع اهل بلاروس است.
وی در مسابقات کشوری و بین‌المللی در مجموع برندهٔ ۱ مدال طلا شده‌است.